# Bernard Van Perck
Bernard Van Perck (Brussel, 1860 - Tienen, 1931) was een componist uit Tienen.
Hij was van 1898 tot 1930 directeur van de Muziekacademie en Koninklijke Maatschappij voor Schone Kunsten. Hij was ook pedagoog en orkestleider.
Hij kaapte met de Maatschappij voor Schone Kunsten verscheidene prijzen weg op de Internationale wedstrijd te Rijsel in 1902.
Hij componeerde cantates (75e anniversaire de l'indépendance, 1905; In Memoriam 1914-18; Huldezang bij de inhuldiging van het dodengedenkteken, 1923), ouvertures, korte luimige stukjes, pasodobles (Marche des Beaux-Arts) en feestzangen.
Van Perck patenteerde ook het Van Perck systeem voor de klarinet aan het begin van de 20ste eeuw. Deze soort klarinet is vergelijkbaar met de half-Boehm klarinet.